# AVROTROS
AVROTROS é uma emissora de rádio e televisão e de radiodifusão neerlandesa, cuja origem remonta a 1927. A emissora resultou de uma fusão dos seus antecessores AVRO e TROS em 2014. A 1 de janeiro de 2014, o nome da nova emissora passou a ser utilizado em programas conjuntos; desde 7 de setembro de 2014, que todos os programas existentes de difusão estão sob o nome de AVROTROS.